# Dream Chronicles (series)
Dream Chronicles là loạt trò chơi tập trung vào các cuộc phiêu lưu, tìm các đối tưởng ẩn và câu đố thông thường. Được lập trình bởi Miguel Angel Tartaj cho KatGames và được sở hữu và xuất bản lần đầu bởi PlayFirst. Nó cũng là tên game đầu tiên trong series.
Dòng game Dream Chronicles dự định sẽ bao gồm hai phần: Faye's Journey (Cuốn sổ của Faye) và Lyra's Destiny (Định mệnh của Lyra), với hai trò chơi và ba câu chuyện cốt lõi. Tuy nhiên, chỉ có năm game đầu tiên được phát hành khi nhà phân phối và chủ bản quyền PlayFirst hủy phát hành và phân phối game trên các nền tảng PC / Mac để tập trung vào thị trường trò chơi trên điện thoại di động. Nhà phát triển KatGames buộc phải chuyển sang các dự án khác.

## Phát triển
Trong năm 2005, Miguel Tartaj, Giám đốc điều hành và nhà thiết kế trò chơi chính của KatGames đã chia sẻ ý tưởng trò chơi với hai đối tác tiềm năng nhưng theo ông "nó không đi đến đâu". Tartaj muốn tìm một nhà xuất bản có thể cung cấp cho nhóm của mình thông tin đầu vào sáng tạo và hỗ trợ không phát triển. Anh ấy cũng cần một đối tác mà nhóm của anh ấy tin tưởng và có thành tích trong việc điều hướng thành công thị trường trò chơi thông thường. Tartaj lần đầu tiên gặp giám đốc sáng tạo của PlayFirst Kenny Dinkin và Giám đốc xuất bản Craig Bocks tại Casual Connect Amsterdam vào năm 2006. Anh ấy bị ấn tượng bởi sự cống hiến của họ cho sự sáng tạo và đổi mới và ngay lập tức có thể cảm nhận được rằng họ đã chia sẻ tầm nhìn của anh ấy để biến trò chơi độc đáo này thành hiện thực.. KatGames cuối cùng đã ký một thỏa thuận với PlayFirst về những gì đã được biết đến vào tháng 6 năm 2007 làBiên niên sử giấc mơ.
Sau thành công của Dream Chronicles gốc, KatGames đã dành thời gian của mình để thực hiện loạt Dream Chronicles, được hỗ trợ bởi PlayFirst và các nhà phát triển bên thứ ba khác. Nhóm KatGames đã thiết kế các khái niệm, tác phẩm nghệ thuật và lối chơi trong khi các đối tác làm việc về hiệu ứng hình ảnh, âm nhạc, câu chuyện và tiếp thị.
Dream Chronicles được lấy cảm hứng phần lớn từ tác phẩm của Antonio Gaudi và phong trào Art Nouveau.

## Tiếp nhận và ảnh hưởng

### Tiếp nhận quan trọng
| (Các) tên trò chơi                   | (Các) Xếp hạng của Gamezebo | Xếp hạng của Jay Is Games |
| ------------------------------------ | --------------------------- | ------------------------- |
| Dream Chronicles                     | 100%                        | 90%                       |
| Dream Chronicles 2: The Eternal Maze | 90%                         | 92%                       |
| Dream Chronicles: The Chosen Child   | 80%                         | 92%                       |
| Dream Chronicles: The Book of Air    | 70%                         | 90%                       |
| Dream Chronicles: The Book of Water  | 40%                         | 88%                       |